# Ardgillan Castle

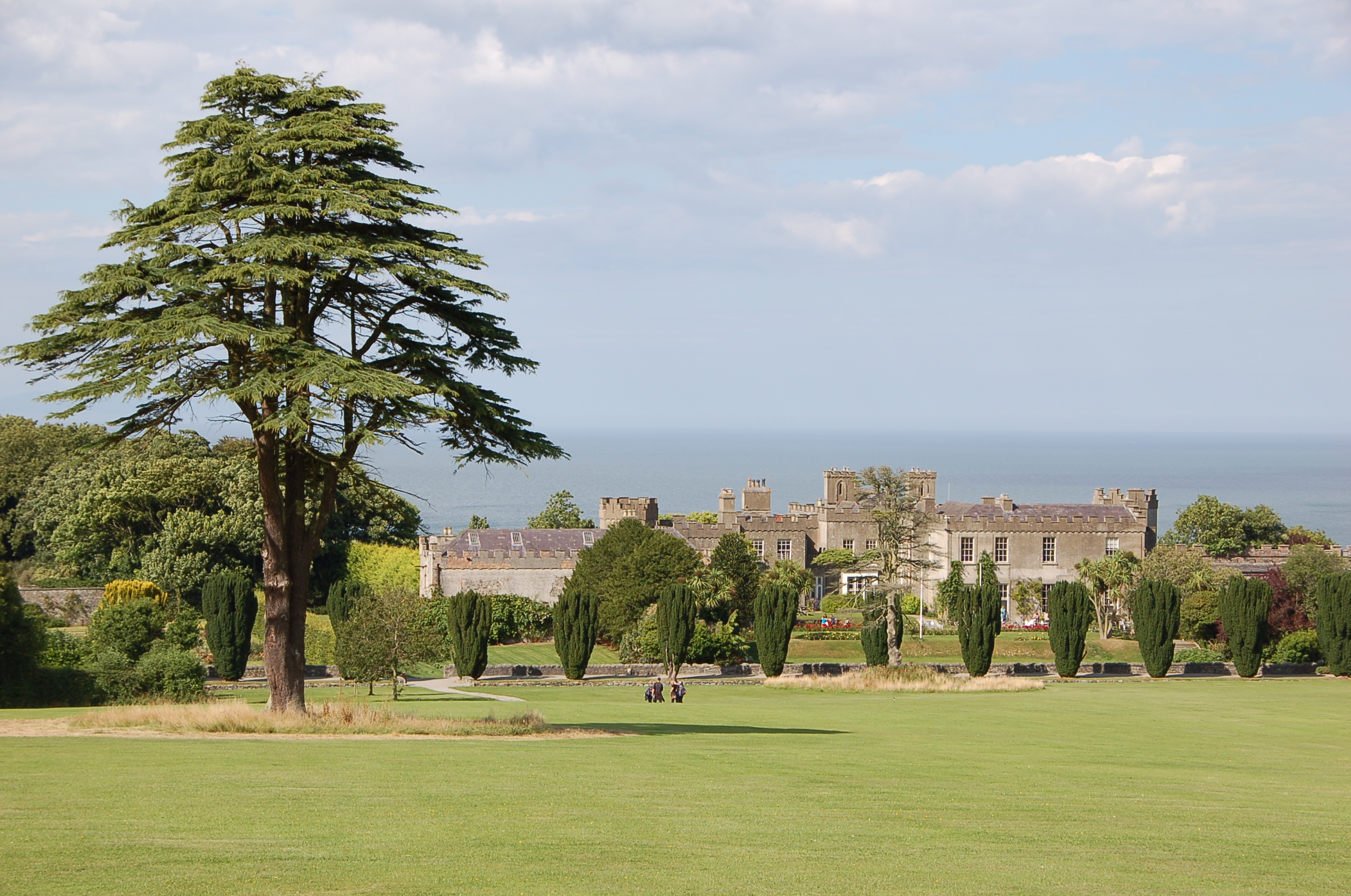
Blick auf das Landhaus und hinunter zur Irischen See

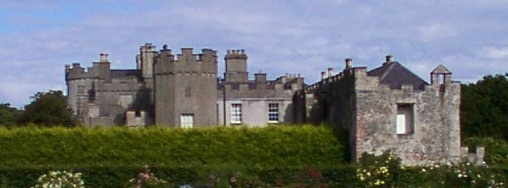
Ardgillan Castle von den Gärten aus

Ardgillan Castle (irisch Caisleán Ard Giolláin) ist ein Landhaus in Balbriggan im irischen County Dublin. Es liegt in der 81 Hektar großen Ardgillan Demesne, einem öffentlichen Park unter der Verwaltung des County Fingal.

## Details
Das Gebäude, das mit Zierzinnen ausgestattet ist, liegt über dem Barnageera Beach, der Irischen See und der Stadt Balbriggan. Es hat zwei Vollgeschosse und ein Kellergeschoss; letzteres erstreckt sich bis unter den Rasen auf der Südseite des Hauses. Als das Haus noch bewohnt war, dienten die beiden Geschosse des Hauptblocks als Wohnung für die Herrschaft, während die Diener und die Beamten des Anwesens im West- und Ostflügel ihre Quartiere hatten. Das Kellergeschoss beherbergte Küchen und Lagerräume. Das Landhaus wurde renoviert und ist heute öffentlich zugänglich.
Das Anwesen, das ebenfalls besichtigt werden kann, ist eine Mischung aus lichtem Wald und Rasenflächen. Im Park finden sich ein eingefriedeter Kräutergarten, ein Rosengarten, viktorianische Gewächshäuser, Teepavillons und ein Eishaus. Ein Spielplatz wurde 2006 angelegt.

### Einrichtungen und Veranstaltungen für die Besucher
Die Räume im Erdgeschoss und die Küchen sind im Rahmen von Führungen öffentlich zugänglich. Die Teepavillons liegen abseits des Eingangsbereichs und sind während der Öffnungszeiten des Landhauses ebenfalls zu besichtigen. Die früheren Schlafgemächer im 1. Obergeschoss dienen als Unterrichts- und Ausstellungsräume; es gibt dort auch die permanente Ausstellung Down Survey mit farbigen Landkarten und Text. Auch für kleine Tagungen und Workshops sind Räumlichkeiten verfügbar.
2005 fanden im Sommer auf dem Anwesen eine Reihe von Open-Air-Konzerten statt. Zu den Künstlern, die hier auftraten, gehören Moby, R.E.M., Meat Loaf und Status Quo. Seit 2006 gab es hier keine Konzerte mehr und es ist nicht bekannt, ob das Fingal County Council für die Zukunft weitere plant.

### Paws at Ardgillan
Mitte 2016 wurde ein neues Konzept namens Paws at Ardgillan (dt.: „Pfoten in Ardgillan“) in den Gärten des Landhauses eröffnet. Es ist im früheren Gärtnerhaus untergebracht und stellt „ein neues Café dar, das Hundebesitzern die Möglichkeit bietet, zusammen mit ihren Hunden zu essen“. Die hundefreundliche Einrichtung ist eine der ersten in Irland und die erste Einrichtung dieser Art in einem städtischen Park. Dort können Hundebesitzer mit ihren Hunden an einem Cafétisch sitzen und warme und kalte, leichte Speisen und Erfrischungen zu sich nehmen.

## Geschichte

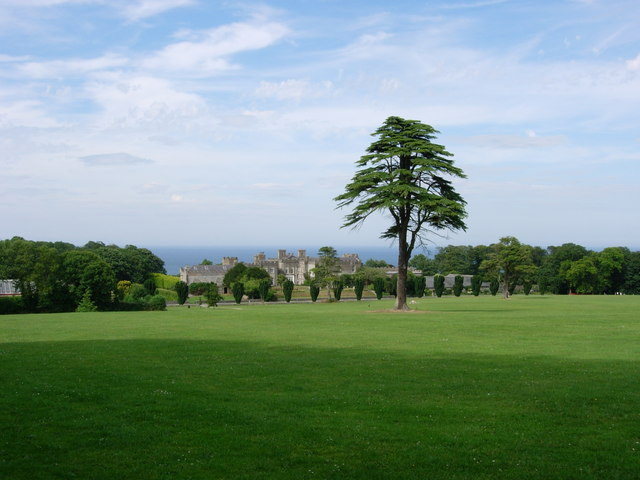
Blick von Ardgillan Castle hinunter zur Irischen See

Der vorherige Besitzer des Landes war Robert Usher, ein Weinhändler aus Tallaght. Als Rev. Robert Taylor das Land kaufte, war es eine ziemlich bewaldete Gegend. Also stellte er einige entlassene Soldaten aus Bangor ein und bezahlte ihnen 1 Penny pro Tag bei freier Kost und Logie; sie erhielten auch jeden Tag ein Tot (eine Ration) irischen Whiskeys von Bushmills, der für 2 Shilling und 2 Pence pro Gallone (4,55 l) eingekauft wurde.
Rev. Taylor ließ 1728 das Landhaus errichten. Es blieb bis 1962 in den Händen der Familie, dann wurde es an Henrich Potts aus Westfalen verkauft.
1982 wurde das Anwesen an das Fingal County Council verkauft, das mit Unterstützung des ‘’Fás’’ das Haus renovierte. Es wurde 1992 von Staatspräsidentin Mary Robinson offiziell eröffnet.

## Der Geist von den „Lady’s Stairs“
Der Geist einer Frau soll auf der Brücke namens „The Lady’s Stairs“ über die Eisenbahnstrecke Dublin – Belfast an der Grenze des Anwesens, nahe der Irischen See, spuken. Man sagt, dass der Gatte der Dame häufig dort schwamm und, als er eines Nachts nicht mehr zurückkam, ging die Dame zu dieser Brücke und wartete auf seine Rückkehr. Aber ihr Gatte war ertrunken und so blieb sie ohne jede Hoffnung an der Brücke, bis sie selbst starb. Eine weitere Sage berichtet, dass eine Person, die an Halloween um Mitternacht an das Ende der Brücke gehe, vom Geist der Dame, der dann auftauchte, ins Meer geworfen würde und sterben müsse.
Die Brücke wurde 2006 durch einen LKW beschädigt, dann wieder aufgebaut und 2007 wiedereröffnet.
Eine glaubwürdigere Version der Geschichte geht folgendermaßen: Lord Langford aus Summerhill House im County Meath brachte seine neue Ehefrau auf Ardgillan Castle und ging in Schottland auf die Jagd. Gegen den Ratschlag des Hauspersonals ging sie (im November!) schwimmen und ertrank. Lord Langford starb kurze Zeit später. Der Geist, der angeblich auf der Brücke zu sehen sein soll, ist Lady Langford in ihrem Hochzeitskleid, die heraufsteigt, um ihnen Gatten im Landhaus zu suchen.

## Eisenbahnlinie von Dublin nach Belfast
Die Eisenbahnlinie von Dublin nach Belfast durchquert das Anwesen. Dort fahren z. B. der Enterprise, der Dublin Commuter, Güterzüge und einige außerplanmäßige Intercity-Züge.
Die Brücke Lady's Stairs verbindet das Anwesen von Ardgillan mit der Küste über die Landstraße R127 (von Skerries nach Balbriggan). Auf die Brücke kommt über Betonstufen in kurzer Entfernung vom Parkplatz 1 oder längerer Entfernung vom Parkplatz 2. Die Brücke ist mit einem hohen Metallzaun mit kleinen Löchern ausgestattet. Die Eisenbahnlinie kann man auch von der Hügelkuppe am Spielplatz sehen.